# Landesregierung Brandenburg
Die Landesregierung Brandenburg ist die vollziehende Staatsgewalt (Exekutive) des Landes Brandenburg. Sie besteht aus dem Ministerpräsidenten und den Ministern.
Der Ministerpräsident wird vom Landtag Brandenburg in geheimer Wahl gewählt. Er ernennt und entlässt die Minister, bestimmt die Richtlinien der Regierungspolitik und ist dafür dem Landtag gegenüber verantwortlich. Die Minister setzen die Regierungspolitik um, leiten die ihnen zugewiesenen Geschäftsbereiche (Ministerien) und tragen für ihre Amtsführung die Verantwortung gegenüber dem Landtag. Die Sitzungen der Landesregierung werden vom Ministerpräsidenten nach Maßgabe der Geschäftsordnung geleitet. Bei Stimmengleichheit gibt seine Stimme den Ausschlag.

## Amtierende Landesregierung
Zum dritten Ministerpräsidenten des wiederhergestellten Landes Brandenburg wurde am 28. August 2013 Dietmar Woidke (SPD) gewählt. Die amtierende Landesregierung besteht seit dem 11. Dezember 2024 als rot-lila Koalition der Parteien SPD und BSW.
Die Ressortverteilung des Kabinetts Woidke IV sieht den Geschäftsbereich des Ministerpräsidenten (Staatskanzlei) und zehn Fachministerien vor und besteht derzeit aus zehn Mitgliedern:
| Ressort                                                                         | Amtsinhaber       | Partei | Partei                            |
| ------------------------------------------------------------------------------- | ----------------- | ------ | --------------------------------- |
| Ministerpräsident                                                               | Dietmar Woidke    |        | SPD                               |
| Ministerium der Finanzen und für Europa und stellvertretender Ministerpräsident | Robert Crumbach   |        | BSW                               |
| Ministerium für Gesundheit und Soziales                                         | Britta Müller     |        | parteilos (vom BSW nominiert)     |
| Ministerium der Justiz und für Digitalisierung                                  | Benjamin Grimm    |        | SPD                               |
| Ministerium des Innern und für Kommunales                                       | René Wilke        |        | parteilos (von der SPD nominiert) |
| Ministerium für Infrastruktur und Landesplanung                                 | Detlef Tabbert    |        | BSW                               |
| Ministerium für Wissenschaft, Forschung und Kultur                              | Manja Schüle      |        | SPD                               |
| Ministerium für Bildung, Jugend und Sport                                       | Steffen Freiberg  |        | SPD                               |
| Ministerium für Land- und Ernährungswirtschaft, Umwelt und Verbraucherschutz    | Hanka Mittelstädt |        | SPD                               |
| Ministerium für Wirtschaft, Arbeit, Energie und Klimaschutz                     | Daniel Keller     |        | SPD                               |
| Staatskanzlei                                                                   | Kathrin Schneider |        | SPD                               |

## Bisherige Landesregierungen
| Ministerpräsident | Partei | Amtszeit                              | Landesregierungen     | Regierungsparteien              |
| ----------------- | ------ | ------------------------------------- | --------------------- | ------------------------------- |
| Manfred Stolpe    | SPD    | 1. November 1990 – 11. Oktober 1994   | Kabinett Stolpe I     | SPD, FDP, Bündnis 90            |
| Manfred Stolpe    | SPD    | 11. Oktober 1994 – 13. Oktober 1999   | Kabinett Stolpe II    | SPD                             |
| Manfred Stolpe    | SPD    | 13. Oktober 1999 – 26. Juni 2002      | Kabinett Stolpe III   | SPD, CDU                        |
| Matthias Platzeck | SPD    | 26. Juni 2002 – 19. September 2004    | Kabinett Platzeck I   | SPD, CDU                        |
| Matthias Platzeck | SPD    | 19. September 2004 – 6. November 2009 | Kabinett Platzeck II  | SPD, CDU                        |
| Matthias Platzeck | SPD    | 6. November 2009 – 28. August 2013    | Kabinett Platzeck III | SPD, Die Linke                  |
| Dietmar Woidke    | SPD    | 28. August 2013 – 5. November 2014    | Kabinett Woidke I     | SPD, Die Linke                  |
| Dietmar Woidke    | SPD    | 5. November 2014 – 20. November 2019  | Kabinett Woidke II    | SPD, Die Linke                  |
| Dietmar Woidke    | SPD    | 20. November 2019 – 22. November 2024 | Kabinett Woidke III   | SPD, CDU, Bündnis 90/Die Grünen |
| Dietmar Woidke    | SPD    | 22. November 2024 – 11. Dezember 2024 | Kabinett Woidke III   | SPD, CDU                        |
| Dietmar Woidke    | SPD    | seit 11. Dezember 2024                | Kabinett Woidke IV    | SPD, BSW                        |

→ Zu den Ministerpräsidenten von 1946 bis 1952 siehe Liste der Ministerpräsidenten der deutschen Länder #Brandenburg

## Listen der Minister
Die folgenden Listen führen die für einzelne Fachbereiche zuständigen Minister seit 1990 auf:
- Liste der Minister für Arbeit
- Liste der Minister für Bildung
- Liste der Minister für Finanzen
- Liste der Minister für Gesundheit
- Liste der Minister für Inneres
- Liste der Minister für Justiz
- Liste der Minister für Landwirtschaft
- Liste der Minister für Umwelt
- Liste der Minister für Verkehr
- Liste der Minister für Wirtschaft
- Liste der Minister für Wissenschaft